# Републикански път III-4404
Републикански път IIІ-4404 е третокласен път, част от Републиканската пътна мрежа на България, преминаващ изцяло по територията на Габровска област, Община Габрово. Дължината му е 20,2 km.
Пътят се отклонява надясно при 30 km на Републикански път II-44 в центъра на град Габрово и се насочва на запад през северните хълмисти части на Черновръшки рид на Средния Предбалкан. Тук последователно преминава през кварталите „Сирмани“, „Велчевци“ и „Гачевци“ на град Габрово и селата Трънито, Дебел дял и Музга, като при последното завива на север и достига до село Гъбене, където се свързва с Републикански път III-4402 при неговия 9,7 km.
| Пътища, отклоняващи се надясно (населено място, № на пътя, посока на пътя) | km   | Пътища, отклоняващи се наляво (посока на пътя, № на пътя, населено място) |
| -------------------------------------------------------------------------- | ---- | ------------------------------------------------------------------------- |
| Община Габрово, II-44, 30 km, гр. Габрово →                                | 0,0  | → гр. Габрово, 30 km, II-44, Община Габрово                               |
| (от 142 km на I-5) III-5004, 12,5 km, кв. „Велчевци“, гр. Габрово →        | 3,9  | гр. Габрово, кв. „Велчевци“                                               |
| кв. „Гачевци“, гр. Габрово                                                 | 6,1  | → гр. Габрово, кв. „Гачевци“, общински път (за с. Пъртевци)               |
| с. Трънито                                                                 | 8,3  | → с. Трънито, общински път (за с. Бойновци)                               |
|                                                                            | 10   | → общински път (за с. Врабците)                                           |
| с. Дебел дял                                                               | 13,7 | с. Дебел дял                                                              |
| с. Музга                                                                   | 18,2 | с. Музга                                                                  |
| (до с. Враниловци) III-4402, 9,7 km, с. Гъбене ←                           | 20,2 | ← с. Гъбене, 9,7 km, III-4402 (от 8,5 km на II-44)                        |